# Urgleptes trilineatus
Urgleptes trilineatus là một loài bọ cánh cứng trong họ Cerambycidae.